# Гамзатов, Шамсутдин Кадырбекович
Шамсутдин Кадырбекович Гамзатов (10 декабря 1997; Махачкала, Дагестан, Россия) — российский тхэквондист, призёр чемпионата России. Мастер спорта России.

## Биография
Является воспитанником Дагестанского государственного центра боевых искусств, что находится в Махачкале. Живёт в Одинцово, Московская область. В сентябре 2013 года на III Евразийских играх в Алма-Ате стал победителем турнира. В июне 2014 года стал победителем международного турнира в Австрии. В июне 2014 года в Грозном стал серебряным призёром Кубка России. В апреле 2016 года стал бронзовым призёром молодёжного чемпионата России в Елабуге. В мае 2016 года принимал участие на чемпионате Европы в Швейцарии.

## Достижения
- Чемпионат Европы по тхэквондо среди кадетов 2011 — ;
- Чемпионат России по тхэквондо 2014 — ;

## Личная жизнь
В 2016 году окончил факультета нефти, газа и природообустройства Дагестанского государственного технического университета. В 2018 году окончил Дагестанский государственный педагогический университет, факультет Физическая культура и безопасность жизнедеятельности.